# Blacula, le vampire noir
Série
Scream Blacula Scream
(1973)
Pour plus de détails, voir Fiche technique et Distribution.
Blacula, le vampire noir est un film de vampire réalisé en 1972 par William Crain (en). Le film reprend le thème de Dracula en l'adaptant à la blaxploitation. Le film a donné lieu à une suite l'année suivante, en 1973 : Scream Blacula Scream.
Le film débute en 1780, alors que le Prince Mamuwalde est transformé en vampire après avoir rendu visite à Dracula. Condamné à vivre dans un cercueil, il est réveillé en 1972 et sème la terreur à Los Angeles.

## Synopsis
En 1780, le prince africain Mamuwalde se rend en Transylvanie pour demander l'aide du comte Dracula pour réprimer la traite des esclaves. Dracula refuse cependant et insulte Mamuwalde en faisant une passe à sa femme, Luva. Après une bagarre avec les sbires de Dracula, Mamuwalde est mordu par Dracula et transformé en vampire. Dracula le maudit alors avec le nom "Blacula" et l'emprisonne dans un cercueil scellé dans une crypte cachée sous le château tout en laissant Luva mourir dans la chambre avec Blacula.
En 1972, deux décorateurs d'intérieur homosexuels, Bobby McCoy et Billy Schaffer, achètent le cercueil et l'expédient à Los Angeles. Bobby et Billy ouvrent le cercueil, pour devenir les premières victimes de Blacula. Au salon funéraire où le corps de McCoy est déposé, Blacula espionne les amis en deuil Tina Williams, sa sœur Michelle et le petit ami de Michelle, le Dr Gordon Thomas, un pathologiste du département de police de Los Angeles. Blacula devient obsédée par Tina, la croyant être la réincarnation de Luva car elle ressemble à cette dernière à l'identique. Thomas remarque des bizarreries avec la mort de McCoy qu'il conclut plus tard comme étant cohérentes avec le folklore des vampires. Blacula suit Tina après avoir quitté le salon funéraire mais l'effraie involontairement. Tina s'enfuit et Blacula la perd lorsqu'il est renversé par un taxi. Il tue ensuite le chauffeur de taxi, Juanita Jones, la transformant en vampire.
Thomas et Tina célèbrent l'anniversaire de Michelle dans une boîte de nuit, et Blacula se présente pour rendre le sac à main de Tina qu'elle a laissé tomber la nuit précédente. Thomas répond à un appel téléphonique du directeur de pompes funèbres, qui l'informe que le corps de McCoy a disparu. Blacula demande à Tina de le revoir le lendemain soir, mais ils sont interrompus par Nancy, une photographe qui les photographie ensemble. Peu de temps après, Blacula tue Nancy et détruit la photo qu'elle vient de développer, qui montre Blacula manifestement absent sur la photo. Le lendemain soir, Blacula rend visite à Tina dans son appartement et raconte comment Dracula l'a asservi, lui et Luva et comment il a été maudit par le vampirisme. Lui et Tina passent ensuite la nuit ensemble.
Pendant ce temps, Thomas, le lieutenant Jack Peters et Michelle suivent la piste des victimes des meurtres, alors que Thomas commence à soupçonner un vampire d'en être l'auteur. Après que Thomas ait déterré le cercueil de Schaffer, le cadavre se lève comme un vampire et attaque Thomas, qui le repousse et lui enfonce un pieu dans le cœur. Thomas appelle la morgue et alerte Sam, le préposé, pour sortir le corps de Jones du congélateur et partir. Sam roule son corps mais néglige de verrouiller la porte. Jones se lève, l'attaque et le tue. Thomas et Peters arrivent à la morgue pour trouver du sang maculé sur le mur du couloir près du téléphone public où Sam a répondu à l'appel, mais aucun signe de Sam lui-même. Ils entrent dans la salle d'examen près du congélateur, où Peters voit un corps recouvert de draps allongé sur une civière et retire le drap pour révéler que Jones se lève pour l'attaquer. Thomas la tient à distance avec une croix chrétienne assez longtemps pour ouvrir les stores et l'exposer au soleil, la détruisant.
Ce soir-là, Thomas, Michelle et Tina prennent un verre au club lorsque Blacula arrive pour récupérer Tina. Thomas interroge Blacula sur les vampires et fait savoir que la police prévoit de rechercher le cercueil du vampire, provoquant le départ de Blacula et met Tina mal à l'aise. Peu de temps après, Thomas fouille la maison de Nancy et trouve un négatif photo de Tina debout devant l'invisible Blacula. Il en déduit alors que Blacula est le vampire qu'ils recherchent et que lui et Tina sont toujours ensemble. Thomas se précipite vers l'appartement de Tina et les trouvent enlacés. Thomas et Blacula luttent brièvement, mais Blacula assomme Thomas et s'enfuit, tuant un policier dans une ruelle voisine alors qu'il s'échappe. Après que McCoy ait été vu marchant dans les rues de Los Angeles, Thomas, Peters et plusieurs policiers suivent Blacula jusqu'à sa cachette. Ils y localisent un nid de plusieurs vampires, dont McCoy, et les détruisent, mais Blacula s'échappe.
Blacula hypnotise Tina pour qu'elle se rende dans sa nouvelle cachette dans une usine chimique souterraine à proximité pendant que Thomas et la police le poursuivent. Blacula envoie plusieurs des officiers, mais l'un d'eux tire accidentellement et blesse mortellement Tina. Pour lui sauver la vie, Blacula la transforme en vampire. Blacula combat la police, dont l'un localise le cercueil et alerte Thomas et Peters. Cependant, Peters tue Tina avec un pieu, ayant cru que Blacula serait plutôt dans le cercueil. Dévasté et sentant qu'il n'a plus de raison de vivre après avoir perdu Luva à nouveau, Blacula se suicide en montant les escaliers jusqu'au toit où le soleil du matin le détruit.

## Fiche technique
- Réalisation : William Crain (en)
- Scénario : Joan Torres et Raymond Koenig
- Musique : Gene Page
- Producteur : Samuel Z. Arkoff, Joseph T. Naar et Norman T. Herman
- Distribution : American International Pictures
- Budget : 500 000 $
- Pays :  États-Unis
- Langue : anglais
- Dates de sortie :
  -  États-Unis : 25 août 1972
  -  France : 6 décembre 1972

## Distribution
- William Marshall (VF : Gabriel Cattand) : le prince Mamuwalde / Blacula
- Vonetta McGee (VF : Évelyn Séléna) : Luva / Tina
- Denise Nicholas (VF : Pascale Roberts) : Michelle
- Gordon Pinsent (VF : Jacques Thébault) : le lieutenant Peters
- Charles Macaulay (VF : Jean Berger) : le comte Dracula
- Thalmus Rasulala (VF : Sady Rebbot) : le Dr Gordon Thomas
- Kelly Lester (VF : Paule Emanuele) : Juanita Jones, la femme du chauffeur de taxi
- Lance Taylor Sr. (VF : Albert de Médina) : M. Swenson
- Logan Field (VF : Claude Joseph) : le sergent Barnes
- Emily Yancy (en) : Nancy
- Ted Harris (VF : Philippe Mareuil) : Bobby McCoy
- Rick Metzler (VF : Michel Paulin) : Billy Schaffer
- Ji-Tu Cumbuka (VF : Jacques Richard) : "Skillet"
- Eric Brotherson (VF : Jean-Henri Chambois) : l'agent immobilier